# اشدیل جانکشن (ایلینوی)
اشدیل جانکشن (به انگلیسی: Ashdale Junction) یک منطقهٔ مسکونی در ایالات متحده آمریکا است که در شهرستان کرول، ایلینوی واقع شده‌است. اشدیل جانکشن ۲۴۹٫۹۴ متر بالاتر از سطح دریا واقع شده‌است.